# Płoniawy-Bramura
Płoniawy-Bramura ist ein Dorf und Sitz der gleichnamigen Gemeinde im Powiat Makowski der Woiwodschaft Masowien, Polen.

## Gemeinde
Zur Landgemeinde Płoniawy-Bramura gehören 34 Ortschaften mit einem Schulzenamt:
Bobino-Grzybki
Bobino Wielkie
Bogdalec
Chodkowo Wielkie
Chodkowo-Biernaty
Chodkowo-Kuchny
Chodkowo-Załogi
Gołoniwy
Jaciążek
Kalinowiec
Kobylin
Kobylinek
Krzyżewo Borowe
Krzyżewo Nadrzeczne
Łęgi
Młodzianowo
Nowa Zblicha
Nowe Płoniawy
Nowy Podoś
Obłudzin
Płoniawy-Bramura
Prace
Retka
Rogowo
Stara Zblicha
Stare Zacisze
Stary Podoś
Suche
Szlasy Bure
Szczuki
Węgrzynowo
Zawady Dworskie
Zawady-Huta
Weitere Orte der Gemeinde sind Choszczewka, Dłutkowo, Krasiniec, Młodzianowo (osada leśna), Płoniawy-Bramura (osada leśna), Płoniawy-Kolonia, Popielarka, Szlasy-Łozino und Węgrzynówek.

## Personen
- Antoni Szylling (1884–1971), polnischer Divisionsgeneral im Zweiten Weltkrieg